# 悲しみは埼玉に向けて
「悲しみは埼玉に向けて」（かなしみはさいたまにむけて）は、三遊亭圓丈による新作落語の演目。題名には「埼玉」とあるが、圓丈が在住していた東京都足立区にちなんだ地噺に近い。本作は圓丈が東保木間の都営住宅に住んでいた当時に制作されたものだが、東保木間ではなく北千住を舞台にした地噺となっている。

## 概要
北千住駅から新栃木駅に向かう東武伊勢崎線や、日光線、日比谷線などの電車内、ならびに沿線で繰り広げられる数々の人生模様を描く。
東武鉄道や東京北部（圓丈が住まう足立区など）、そして題名にある埼玉に漂う「B級」あるいは「寂れた」イメージを極端な形で表現している。「19時43分発、準急新栃木駅行きの発車のベルは、まだ鳴っています」というセリフがブリッジのように差し挟まれ、笑いを誘う。
後半は怪談噺的な場面も織り込まれ、客を飽きさせない構成となっている。
土地鑑のある人間には爆笑を呼び、圓丈新作の代表作ともいえる。ただし関東近郊在住者でないと意味が全く理解できないため、地方の公演で演じることはまずない。
他の噺家が、地名を入れ替えるなど換骨奪胎した改作を演じることもある。例えば弟子である三遊亭白鳥は自らが上京してから円丈に入門して落語家になるまでの半生を回顧した「悲しみは日本海へ向けて」を作っている。

## 登場する駅と風景
- 北千住駅 - 周辺の下町風景、足立学園、佐野短期大学（佐野厄除け大師）
- 入谷駅 - 鬼子母神
- 三ノ輪駅 - 万七親分（銭形平次捕物控）
- 小菅駅 - 東京拘置所
- 浅草駅 - 東武鉄道
- 西新井駅、一ノ割駅
- 越谷駅 - 東武鉄道沿線を揶揄
- 新栃木駅 - 栃木駅

## 収録ソフト

### CD
- 三遊亭円丈落語コレクション1st（2001.8.25、ワザオギ、EJ-0001）

### 書籍
- 円丈落語全集(１)（2016.1.1、クエスト）ISBN  978-4863086883